# Крылов, Сергей Борисович (дипломат)
Серге́й Бори́сович Крыло́в (род. 26 октября 1949, Москва, РСФСР, СССР) — советский и российский дипломат, корпоративный менеджер. Чрезвычайный и полномочный посол (1993).

## Биография
Окончил МГИМО в 1971 году по специальности «международные валютные и кредитные отношения». На дипломатической работе с 1971 года.
- В 1992—1993 годах — директор департамента — исполнительный секретарь МИД РФ.
- В 1993—1996 годах — заместитель министра иностранных дел РФ[1].
- В 1996—1997 годах — постоянный представитель РФ при Отделении ООН и других международных организациях в городе Женева, (Швейцария)[2][3].
- С 3 сентября 1997 по 25 февраля 2004 года — чрезвычайный и полномочный посол Российской Федерации в Германии[4][5].
- С 2004 года — руководитель департамента международных связей АФК «Система».

Член Межведомственного совета по координации деятельности российских центров науки и культуры за рубежом.

## Семья
Женат, имеет двоих детей.

## Награды
- Благодарность президента Российской Федерации (28 сентября 1999) — за активную работу по обеспечению подготовки и проведения встречи лидеров стран «восьмёрки» в Кёльне[6].

## Дипломатический ранг
- Чрезвычайный и полномочный посол (24 апреля 1993)[7]